# Walter M. Miller
Walter Michael Miller jr. (New Smyrna Beach, 23 gennaio 1923 – Daytona Beach, 9 gennaio 1996) è stato un autore di fantascienza statunitense.
È conosciuto principalmente per Un cantico per Leibowitz (A Canticle for Leibowitz), l'unico romanzo pubblicato mentre era in vita. In precedenza scrisse numerosi racconti brevi.

## Biografia
Miller nacque a New Smyrna Beach in Florida. Frequentò le Università del Tennessee e del Texas e lavorò come ingegnere. Durante la seconda guerra mondiale fu arruolato nell'aeronautica come operatore radio e cannoniere di coda e partecipò a 53 missioni di volo sopra l'Italia e i Balcani. Prese parte al bombardamento dell'abbazia benedettina di Montecassino nel 1944, ma ignorò l'identità dell'obiettivo fino alla fine della guerra; quando poi lo seppe, questa esperienza lo segnò nel profondo dell'animo a tal punto che si convertì al cattolicesimo. Da questa esperienza trasse l'ispirazione per Un cantico per Leibowitz. 
La sua vita è in buona parte un mistero, perché ci sono divergenze perfino sulla data di nascita: in The Encyclopedia of Science Fiction and Fantasy D.H.Tuck riporta la data del 23 gennaio 1922, nell'attribuzione del copyright di Un cantico per Leibowitz compare invece la data del 1923, altre fonti ancora danno il 1920. Se ci sono divergenze addirittura sulla data di nascita, non c'è da stupirsi che si ignori il motivo per cui Miller si sia cimentato nella scrittura, e soprattutto perché se ne sia ritirato nel momento più importante. Tra il 1951, anno del suo esordio con Secret of the Death Dome, e il 1957, Miller pubblicò quarantuno fra racconti e romanzi brevi di fantascienza, vincendo il Premio Hugo nel 1955 per il racconto Il mattatore (The Darfsteller). Alla fine degli anni cinquanta unificò tre racconti in un romanzo dal titolo Un cantico per Leibowitz (A Canticle for Leibowitz), che fu pubblicato nel 1959.
Un cantico per Leibowitz è un romanzo post

apocalittico, considerato nel suo genere un capolavoro; un ottimo esempio della fantascienza americana moderna, il quale nel complesso va a collocarsi anche al di là del romanzo prettamente fantascientifico. Infatti nel romanzo le componenti fantascientifiche sono subordinate alla storia medievale e rinascimentale, e il terzo presenta una società molto simile a quella della guerra fredda, con una Coalizione Asiatica che ricorda molto la Russia. Vinse nel 1961 il Premio Hugo come miglior romanzo dell'anno. Il racconto è una potente meditazione sui cicli della storia del mondo e del Cattolicesimo romano come forza stabilizzatrice nel corso dei tempi bui. Miller divenne cattolico nel 1947. Dopo il successo di Un cantico per Leibowitz, Miller non pubblicò più alcun romanzo o racconto anche se negli anni sessanta e settanta furono pubblicate alcune raccolte dei suoi racconti. La radio americana NPR (National Public Radio)  produsse un adattamento del romanzo nel 1981.
Miller sposò Anna Louise Becker nel 1945 e la coppia ebbe 4 figli. Nei suoi ultimi anni si ritirò a vita solitaria evitando i contatti con altre persone inclusi i componenti della sua famiglia. Affetto da grave depressione, si suicidò nel 1996, poco dopo la morte della moglie, dopo aver scritto gran parte del seguito di Un cantico per Leibowitz, intitolato San Leibowitz e il Papa del giorno dopo (Saint Leibowitz and the Wild Horse Woman). Secondo la volontà di Miller, il romanzo fu completato da Terry Bisson e pubblicato l'anno successivo, nel 1997.

## Opere

### Romanzi
- Un cantico per Leibowitz (A Canticle for Leibowitz, 1959)
- San Leibowitz e il Papa del giorno dopo (Saint Leibowitz and the Wild Horse Woman, 1997) (postumo, completato da Terry Bisson)

### Racconti brevi
- Anybody Else Like Me? (1952)
- The Big Hunger (1952)
- Big Joe and the Nth Generation (1952)
- Bitter Victory (1952)
- Blood Bank (1952)
- Cold Awakening (1952)
- Command Performance (1952)
- Conditionally Human (1952; tradotto in italiano col titolo Umani a condizione)
- Crucifixus Etiam (1953)
- The Darfsteller (1955; tradotto in italiano col titolo Il mattatore)
- Dark Benediction (1951; tradotto in italiano col titolo Benedizione oscura)
- Death of a Spaceman (1954)
- Dumb Waiter (1952; tradotto in italiano col titolo Servocittà all'interno de Le meraviglie del possibile)
- The First Canticle (1955)
- Gravesong (1952)
- The Hoofer (1955)
- I, Dreamer (1953)
- I Made You (1954)
- Izzard and the Membrane (1951)
- Let My People Go (1952)
- The Lineman (1957)
- The Little Creeps (1951)
- Memento Homo (1954)
- No Moon for Me (1952)
- The Reluctant Traitor (1952)
- Secret of the Death Dome (1951)
- Six and Ten Are Johnny (1952)
- The Song of Marya (1957)
- The Song of Vorhu (1951)
- The Soul-Empty Ones (1951)
- The Sower Does Not Reap (1953)
- The Space Witch (1951)
- The Ties that Bind (1954)
- The View from the Stars
- The Will (1954)
- The Yokel (1953)
- Vengeance for Nikolai (1957)
- Way of a Rebel (1954)
- Wolf Pack (1953)
- You Triflin' Skunk! (1955)

### Antologie
- Conditionally Human (1962)
- The View from the Stars (1965)
- The Science Fiction Stories of Walter M. Miller, Jr. (1978)
- The Best of Walter M. Miller, Jr. (1980)
- Variant Title: Dark Benediction (2007)
- Conditionally Human and Other Stories (1982)
- The Darfsteller and Other Stories (1982)